# Ürümchi
Ürümchi (en uigur: ئۈرۈمچی, Ürümtxí, AFI [ʏrʏmˈtʃi], en alfabet túrquic comú, Ürümçi; en xinès tradicional: 烏魯木齊, xinès simplificat: 乌鲁木齐, pinyin: Wūlǔmùqí) és la capital de la Regió Autònoma Uigur de Xinjiang de la República Popular de la Xina. El nom de la ciutat significa 'bella pastura' en la llengua mongola de la tribu Junggar.
Té una població de 2,3 milions d'habitants, i és la ciutat més gran de l'interior occidental de la Xina. És un centre comercial i de transports. La majoria de la població (75%) és de l'ètnia Han, i hi són minoritàries les ètnies uigur (13%) ètnia hui (2,3%) i kazakhs i kirguizs (segons el cens del 2000).

## Història
Fa uns dos mil anys, Ürümchi era un important centre urbà dins la ruta de la Seda. L'any 648, l'emperador xinès Taizong de la dinastia Tang fundà la ciutat de Luntai a 10 km de la ciutat com a centre del govern i com a recaptadora d'impostos de les caravanes. El 1763, durant la dinastia Qing, es va canviar el nom de Luntai pel de Dihua, i el 1884 l'emperador Guang Xu establí la província de Xinjiang, i la capital en fou Dihua, que el 1954 va ser reanomenada Ürümchi.
Sota el govern comunista, hi hagué una immigració de tècnics i joves de l'ètnia Han alhora que oficialment s'encoratjà a la joventut uigur a cercar feina en altres llocs de la Xina. La pràctica de l'islam està sota estricte control governamental i hi ha menys mesquites a la ciutat que en el 1949. La situació creà un ressentiment entre els uigurs expressada amb violentes manifestacions, com les dels primers dies de juliol de 2009, amb una xifra oficial de 156 morts i 800 ferits, i fou la pitjor revolta ocorreguda a la Xina des de la fundació de la república popular.

## Geografia i clima
La ciutat consta en el Llibre Guinness dels rècords com la ciutat més allunyada del mar. Està situada a una altitud de 800 m. Té un clima d'estepa continental amb la mitjana de juliol de 24 °C i la mitjana de gener de –16 °C. La pluviometria mitjana anual és de 273 litres.
| Temperatures i precipitacions mitjanes de Ürümqi (1971-2000) | Temperatures i precipitacions mitjanes de Ürümqi (1971-2000) | Temperatures i precipitacions mitjanes de Ürümqi (1971-2000) | Temperatures i precipitacions mitjanes de Ürümqi (1971-2000) | Temperatures i precipitacions mitjanes de Ürümqi (1971-2000) | Temperatures i precipitacions mitjanes de Ürümqi (1971-2000) | Temperatures i precipitacions mitjanes de Ürümqi (1971-2000) | Temperatures i precipitacions mitjanes de Ürümqi (1971-2000) | Temperatures i precipitacions mitjanes de Ürümqi (1971-2000) | Temperatures i precipitacions mitjanes de Ürümqi (1971-2000) | Temperatures i precipitacions mitjanes de Ürümqi (1971-2000) | Temperatures i precipitacions mitjanes de Ürümqi (1971-2000) | Temperatures i precipitacions mitjanes de Ürümqi (1971-2000) | Temperatures i precipitacions mitjanes de Ürümqi (1971-2000) |
| Mes                                                          | Gen                                                          | Feb                                                          | Mar                                                          | Abr                                                          | Mai                                                          | Jun                                                          | Jul                                                          | Ago                                                          | Set                                                          | Oct                                                          | Nov                                                          | Des                                                          | Any                                                          |
| ------------------------------------------------------------ | ------------------------------------------------------------ | ------------------------------------------------------------ | ------------------------------------------------------------ | ------------------------------------------------------------ | ------------------------------------------------------------ | ------------------------------------------------------------ | ------------------------------------------------------------ | ------------------------------------------------------------ | ------------------------------------------------------------ | ------------------------------------------------------------ | ------------------------------------------------------------ | ------------------------------------------------------------ | ------------------------------------------------------------ |
| Mitjana més altes °C (°F)                                    | -7.4 (19)                                                    | -4.7 (24)                                                    | 2.7 (37)                                                     | 16.1 (61)                                                    | 23.1 (74)                                                    | 27.6 (82)                                                    | 30.1 (86)                                                    | 29.0 (84)                                                    | 23.1 (74)                                                    | 13.2 (56)                                                    | 2.0 (36)                                                     | -4.4 (24)                                                    | 12,6 (55)                                                    |
| Mitjana més baixes °C (°F)                                   | -16.6 (2)                                                    | -13.7 (7)                                                    | -5.4 (22)                                                    | 4.8 (41)                                                     | 11.2 (52)                                                    | 16.1 (61)                                                    | 18.2 (65)                                                    | 16.7 (62)                                                    | 11.2 (52)                                                    | 3.1 (38)                                                     | -5.9 (21)                                                    | -12.9 (9)                                                    | 2,2 (36)                                                     |
| Precipitació mm (inches)                                     | 10.4 (0.41)                                                  | 10.0 (0.39)                                                  | 18.5 (0.73)                                                  | 32.3 (1.27)                                                  | 38.9 (1.53)                                                  | 36.2 (1.43)                                                  | 30.4 (1.2)                                                   | 23.3 (0.92)                                                  | 26.2 (1.03)                                                  | 26.3 (1.04)                                                  | 19.1 (0.75)                                                  | 14.6 (0.57)                                                  | 286,3 (11,27)                                                |
| Font: China Meteorological Data 2009-03-17                   |                                                              |                                                              |                                                              |                                                              |                                                              |                                                              |                                                              |                                                              |                                                              |                                                              |                                                              |                                                              |                                                              |